# 노아 글래스

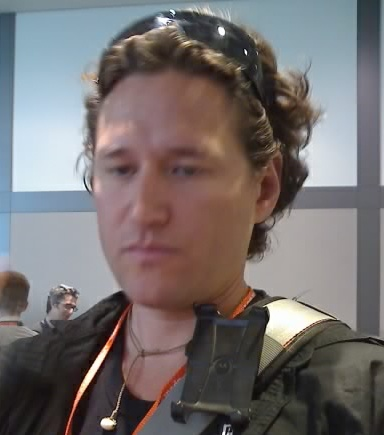
노아 글래스

노아 글래스(영어: Noah Glass, 1981년 1월 1일 ~ )는 미국의 프로그래머다. 트위터와 현재는 없어진 팟캐스트 회사 오데오의 설립자로 잘 알려져 있다. 글래스는 "Twttr"로 시작된 "Twitter"라는 이름을 만들어낸 사람으로 알려져 있다.